# Рижки
Рижки́ — село в Україні, у Коропській селищній громаді Новгород-Сіверського району  Чернігівської області. Населення становить близько 300 осіб. Від 2016 орган місцевого самоврядування — Коропська селищна рада.

## Символіка
На гербі зображені два ведмежати, три гриби рижики та плоди чорниці. Гриб рижик вказує на назву населеного пункта (герб є промовистим). Два ведмежати на нещодавну легенду як жінка збирала гриби й ягоди і побачила двох ведмежат. Ягоди й гриби вказують на багаті ліси поряд.

## Легенда про заснування
Є легенди щодо заснування села. Перша з них легенда про сім'ю пана Рижика, яка жила на теперішній території села. Друга розповідає про те, як на місті села стояв ліс, в якому дуже рясно родили гриби рижики.

## Історія
12 червня 2020 року, відповідно до розпорядження Кабінету Міністрів України № 730-р «Про визначення адміністративних центрів та затвердження територій територіальних громад Чернігівської області», увійшло до складу Коропської селищної громади.
19 липня 2020 року, в результаті адміністративно-територіальної реформи та ліквідації Коропського району, увійшло до складу Новгород-Сіверського району Чернігівської області.

## Пам'ятки

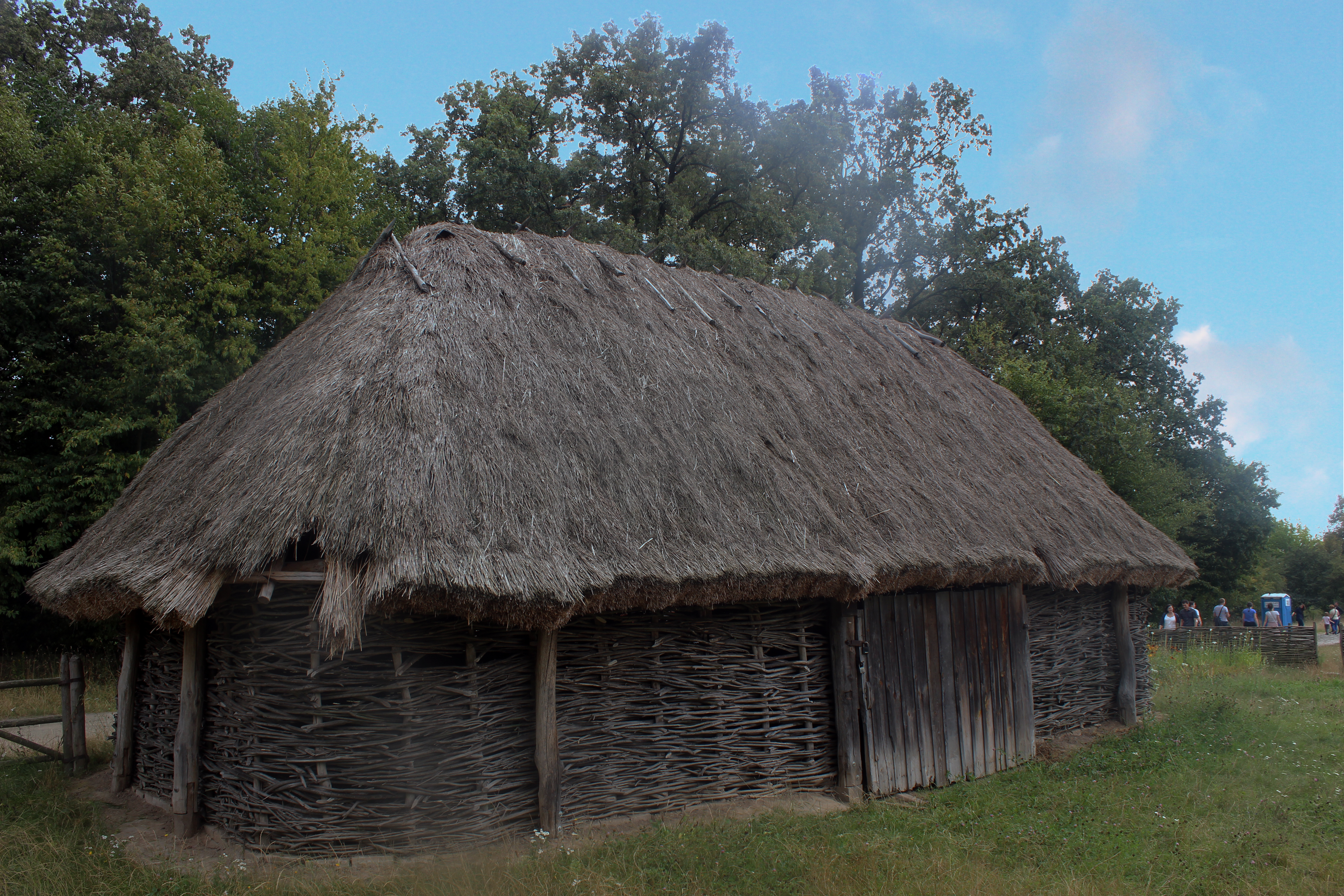
Хлів в музеї Пирогів

- В Київському музеї архітектури Пирогів знаходиться хлів із села Рижки.
- Поселення доби бронзи, ранньозалізної доби, давньоруського часу Рижки (Лугове Поле, Груд) – за 600 метрів на південний схід від села, в урочищі Лугове Поле (Груд), розмір – 160 на 80 метрів.

## Цікаві факти
Коропським районом блукає легенда. Жінка з села Рижки на велосипеді поїхала в ліс збирати гриби. І побачила... двох ведмежат. Злякалася, лісапету кинула, побігла з лісу.